# Parafia Matki Bożej Różańcowej w Rybniku
Parafia Matki Bożej Różańcowej w Rybniku – parafia rzymskokatolicka należąca do archidiecezji katowickiej i dekanatu Niedobczyce. Została erygowana w dniu 28 sierpnia 2016 roku przez arcybiskupa Wiktora Skworca.

## Grupy parafialne
Na terenie parafii działają następujące grupy parafialne:
- Ministranci,
- Apostolat Margaretka,
- Dzieci Maryi,
- Apostolstwo Dobrej Śmierci,
- Żywy różaniec,
- Ruch Szensztacki,
- Franciszkański zakon świeckich,
- Oaza rodzin „Kościół domowy”.